# Gaulanitis
Gaulanitis o Gaulanítida (llatí: Gaulanitis o Gaulanitide; grec antic: Γαυλανῖτις) era el nom d'una antiga divisió administrativa de Palestina al nord-est del Llac Tiberíades.
Flavi Josep la descriu sense gaire precisió. Diu que està inclosa en el Regne de Basan, i assigna als dominis d'Herodes II Agripa la Gaulanitis, la Batanea, la Gamalítica (la regió de la ciutat de Gamala) i la Traconitis o Traconítida, i la considera el límit oriental de Galilea. Betsaida Julias, la ciutat principal, estava situada al sud de la Gaulanitis. L'altra ciutat era Selèucia, a l'est. El seu nom derivaria de la ciutat de Gaulan, que dona nom als actuals Alts del Golan.

## Història
Les primeres notícies històriques són del temps dels selèucides, quan el territori, abans d'Egipte, va passar a la dinastia i les eparquies egípcies van ser agrupades en eparquies més grans. Gaulanitis i Hippos es van incloure a l'eparquia de Galaad, i Banias, al nord va quedar dins de la de Fenícia. La regió va passar als jueus en temps d'Alexandre Janeu. L'any 64 aC Pompeu va assignar la regió a Iturea, deixant fora Hippos, que es va unir a altres ciutats gregues i va formar la Decàpolis. L'any 40 aC Palestina va ser cedida Herodes el Gran, però sense Gaulanitis. El 23 aC August va cedir a Herodes els territoris a l'est (Batanea i Traconítida) i una part d'Hippos, i el 20 aC hi va afegir Gaulanitis. A la mort d'Herodes el territori va passar als seus hereus, Arquelau, Herodes Antipas i Herodes Filip i Salomé. Hippos es va integrar a la província de Síria. A la mort d'Antipas la regió va tornar a la província de Síria fins a l'any 37 en què Calígula la va donar al seu amic Herodes I Agripa (sense Hippos) que la va cedir al seu germà Herodes Pòlio. A la seva mort l'any 48 el va heretar Herodes II Agripa. Els romans van administrar la regió i finalment l'any 52 Agripa II va renunciar a favor del seu cosí Aristòbul Asmoneu. A la seva mort segurament sense hereus els seus dominis es van dividir entre les províncies de Judea i Síria i la major part de Gaulanitis va passar a la primera (amb Hippos), però la part nord (amb Banias) va quedar a Síria, i el bisbe de Banias va dependre temps després del patriarca d'Antioquia.
Al segle iv es troben tribus àrabs cristianes establertes a la regió, entre ells els Tanúkhides, els Salíhides i els gassànides. Els primers tenien l'hegemonia al segle iv i van servir com a forces de frontera sota els romans. Al segle v la major influencia era dels Salíhides. Durant el domini Tanúkhida se sap que va morir el xeic (rei) i va deixar al front a la reina Mavia l'any 375, però a la mort del seu marit la dependència de Roma es va esvair i Mavia ja no va renovar l'aliança amb l'imperi potser a causa de la disputa amb l'emperador Valent que era arià, i la reina volia el nomenament d'un asceta de nom Mosès com a bisbe dels tanúkhides. Quan l'emperador va accedir, va designar a Lluci, bisbe arià d'Alexandria, per dirigir la cerimònia i Mosès va rebutjar adherir-se a la doctrina ariana. Lluci va haver de consagrar a Mosès com a bisbe seguidor de la fe de Nicea, i així Mavia va acceptar la sobirania romana d'Orient. També per aquest temps els salíhides (que vivien a l'est de la Gaulanitis) van adoptar el cristianisme després del miraculós naixement d'un fill de la dona del rei Zocomus; al segle v els salíhides es van imposar a algunes tribus àrabs menors de la regió.
El final del segle v i el segle vi va veure l'ascens a l'est de Gaulanitis dels gassànides. El patriarca d'Antioquia, Sever, es va mantenirfidel a les doctrines monofisites contra la llavors oficial doctrina diofisita. Sever dominava sobre el bisbes de Banias i sobre el bisbe de Bostra, la capital d'Aràbia, a l'est. L'amy 518 l'emperador diofisita Justí I va perseguir als monofisites. El bisbe de Bostra, Cassià va ser deposat el 518, i el d'Antioquia, Sever el mateix any, i els monjos monofisites van ser expulsats al desert on van viure a les tendes dels àrabs, i entre ells els gassànides, que ja eren una tribu poderosa (havien vingut des de la península d'Aràbia el segle iii i s'havien anat imposant a altres tribus menors). L'any 528 o el 529 l'emperador Justí els va reconèixer com aliats i va donar al seu cap, Al-Hàrith (V) ibn Jàbala, el control de les forces de frontera i de les tribus àrabs locals; tot i que la seva àrea estricta era la província d'Aràbia, freqüentment operava també a Palestina Secunda que incloïa la major part de Gaulanitis. Però els gassànides eren monofisites per les predicacions dels monjos. L'any 541 Al-Hàrith ibn Jàbala va demanar a l'emperadriu Teodora l'enviament d'un bisbe "ortodox" per servir a la seva comunitat; Justí era ortodox diofisita però la seva dona Teodora era monofisita, i si se li desamava un bisbe a ella cal pensar que, com que l'ortodòxia de Teodora era el monofisisme, Al-Hàrith es referia a aquesta tendència pel seu bisbe. El 542 Justinià I va permetre a Teodora accedir al demanat i Teodosi, un bisbe monofisita exiliat, va ser enviat per consagrar com a bisbes a Jacob Baradeus i Teodor, bisbes monofisites pels àrabs. Jacob va treballar a Síria però Teodor va servir als gassànides a Palestina i Aràbia.

## Llista de governants
- Ptolemeu de Calcis 85-40 aC
- Lisànies I 40-33 aC
- Zenòdor de Traconítida 33-24 aC
- Herodes el Gran 23 aC-4 aC
- Herodes Filip 4 aC - 34 aC
- A la província de Síria 34-37 o 38
- Herodes Agripa I 38-41
- Herodes Pòlio 41-48 (rei de Calcis)
- Administració romana 48-52
- Herodes Agripa II 52
- Aristòbul Asmoneu 52-? (rei de Calcis)
- A les províncies de Judea i Síria no més tard del 70